# 2007 WD5
A 2007 WD5 egy 48,77 m átmérőjű földközeli és a Mars pályáját is keresztező földsúroló kisbolygó, melyet a NASA által finanszírozott Catalina Sky Survey fedezett fel 2007. november 20-án. Mérete körülbelül megegyezik azon üstökösével, amely a Tunguz eseményt okozta 1908-ban, Szibériában. A Föld nagyobb gravitációja miatt a hasonló ütközések valószínűleg minden századik évben fordulnak elő. Mivel a Mars vonzásereje csupán 1/10-e a földinek, így ott ilyen ütközésekre csupán minden ezredik évben kerül sor.
2007. november 1-jén, 19 nappal a felfedezése után, a kisbolygó 7,5 millió km-re (0,0477 CsE) haladt el a Föld mellett.
2007. december 21-én az égitest félúton járt a Föld és a Mars között, körülbelül 45 000 km/h-s sebességgel haladt. A NASA földközeli objektumokat figyelő programja (NEOP) szerint 1 a 75-höz volt az esélye, hogy összeütközzön a Marssal, 2008. január 30-án körülbelül 10:55 UT-kor. 50 000 kilométernél (0,000345AU) közelebb haladt el a Mars mellett.  Ha az aszteroida összeütközött volna vele, akkor 13,5 km/s-os sebességgel csapódik be, amely 3 megatonna TNT erejével volna egyenlő.  A Mars vékony légköre miatt valószínűleg sértetlenül érte volna el a felszínt, 1 km átmérőjű becsapódási krátert okozva.  A kráter nagysága kb. megegyezne az Arizonában található meteorkráterével.